# UFC Fight Night: Pavlovich vs. Blaydes
UFC Fight Night: Pavlovich vs. Blaydes (también conocido como UFC Fight Night 222, UFC on ESPN+ 80 y UFC Vegas 71) fue un evento de artes marciales mixtas producido por Ultimate Fighting Championship que tuvo lugar el 22 de abril de 2023 en las instalaciones del UFC Apex en Enterprise, Nevada, parte del área metropolitana de Las Vegas, Estados Unidos.

## Antecedentes
Se espera que un combate de pesos pesados entre Sergei Pavlovich y Curtis Blaydes encabece el evento.
Un combate de peso gallo entre Danaa Batgerel y Brady Hiestand estaba programado para UFC on ESPN: Holloway vs. Allen una semana antes. Sin embargo, el combate fue trasladado a este evento por razones no reveladas.
Se esperaba un combate femenino de peso paja entre Iasmin Lucindo y Melissa Martinez. Sin embargo, Martinez se retiró del combate por un motivo no revelado y fue sustituido por Brogan Walker-Sanchez.
Se esperaba un combate de peso mosca entre Rafael Estevam y Carlos Candelario para este evento. Sin embargo, Candelario se retiró a mediados de abril debido a una lesión y Estevam fue trasladado como reemplazo contra Zhalgas Zhumagulov en UFC 288 el 6 de mayo.
Se esperaba un combate de peso gallo entre Song Yadong y Ricky Simón para este evento. Sin embargo, el combate fue retrasado una semana para encabezar UFC on ESPN: Song vs. Simón cuando el evento principal de esa de cartelera fue cancelado.
En el pesaje, Priscila Cachoeira y William Gomis no alcanzaron el peso reglamentario. Cachoeira pesó 130 libras, cuatro por encima del límite de peso mosca femenino. Gomis pesó 147 libras, una libra por encima del límite de peso pluma. El combate Gomis-Marshall se disputó en un peso acordado y Gomis fue multado con un porcentaje de su bolsa, que fue a parar a Francis Marshall. El combate de Cachoeira contra Karine Silva se canceló.

## Resultados
1. ↑  Un choque accidental de cabezas dejó a Gordon inconsciente.

## Premios de bonificación
Los siguientes luchadores recibieron bonificaciones de $50000 dólares.
- Pelea de la Noche: No se concedió ninguna bonificación.
- Actuación de la Noche: Sergei Pavlovich, Bruno Silva, Christos Giagos, y Montel Jackson